# Rhombognathus subtilis
Rhombognathus subtilis är en kvalsterart som beskrevs av Bartsch 1975. Rhombognathus subtilis ingår i släktet Rhombognathus och familjen Halacaridae. Inga underarter finns listade i Catalogue of Life.